# Thomas G. Morris

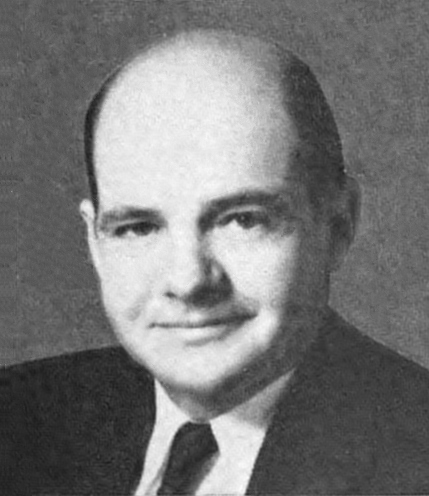
Thomas G. Morris (1965)

Thomas Gayle Morris (* 20. August 1919 im Eastland County, Texas; † 4. März 2016 in Amarillo, Texas) war ein US-amerikanischer Politiker. Zwischen 1959 und 1969 vertrat er den ersten Wahlbezirk des Bundesstaates New Mexico im US-Repräsentantenhaus.

## Werdegang
Thomas Morris zog bereits in seiner Jugend nach New Mexico. Zwischen dem 12. November 1937 und dem 22. März 1944 diente er in der US-Marine. Danach war er als Farmer und Rancher im Quay County in New Mexico tätig. Bis 1948 studierte er dann an der University of New Mexico.
Politisch wurde er Mitglied der Demokratischen Partei. Zwischen 1953 und 1958 war er Abgeordneter im Repräsentantenhaus von New Mexico. Bei den Kongresswahlen des Jahres 1958 wurde Thomas Morris in das US-Repräsentantenhaus gewählt. Dort übernahm er am 3. Januar 1959 das Mandat des am 11. März 1958 verstorbenen John Joseph Dempsey. In der Zwischenzeit war dieser Sitz im Kongress unbesetzt geblieben. Nach einigen Wiederwahlen konnte Morris bis zum 3. Januar 1969 insgesamt fünf Legislaturperioden im Repräsentantenhaus absolvieren. Bei den Wahlen des Jahres 1968 scheiterte er an Manuel Lujan, dem Kandidaten der Republikanischen Partei.
Im Jahr 1972 kandidierte Thomas Morris erfolglos innerhalb seiner Partei für die Nominierung als Kandidat für den US-Senat. Danach war er Berater und Vizepräsident der Bank Securities, Inc. Zuletzt lebte Thomas Morris hochbetagt in Albuquerque.